# Бурейське водосховище
Бурейське водосховище (рос. Бурейское водохранилище) — водосховище на річці Бурея, утворена Бурейською ГЕС, біля селища Талакан, Амурська область і Хабаровський край, Росія.
Площа водосховища при нормальному підпорному рівні (НПР) — 750 км², при рівні мертвого об'єму (РМО) — 400 км², протяжність — 234 км, ширина — до 5 км, повна і корисна ємність водосховища — 20,94 і 10,73 км³ відповідно. Відмітка нормального підпірного рівня становить 256 м над рівнем моря.

## Дивись також
- Бурейський каскад ГЕС
- Нижньобурейська ГЕС
- Нижньобурейське водосховище